# 香港海洋公園萬豪酒店

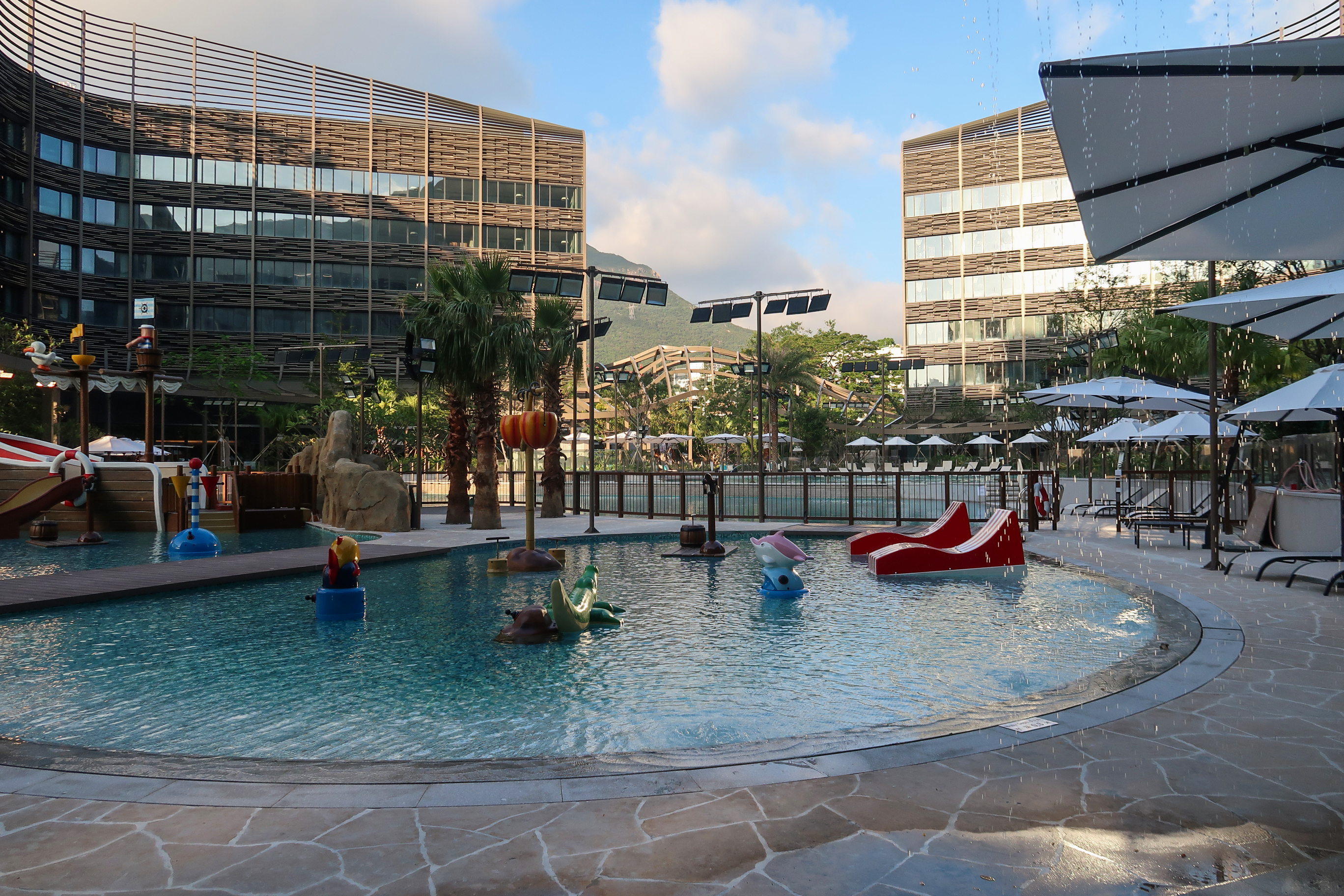
游泳池

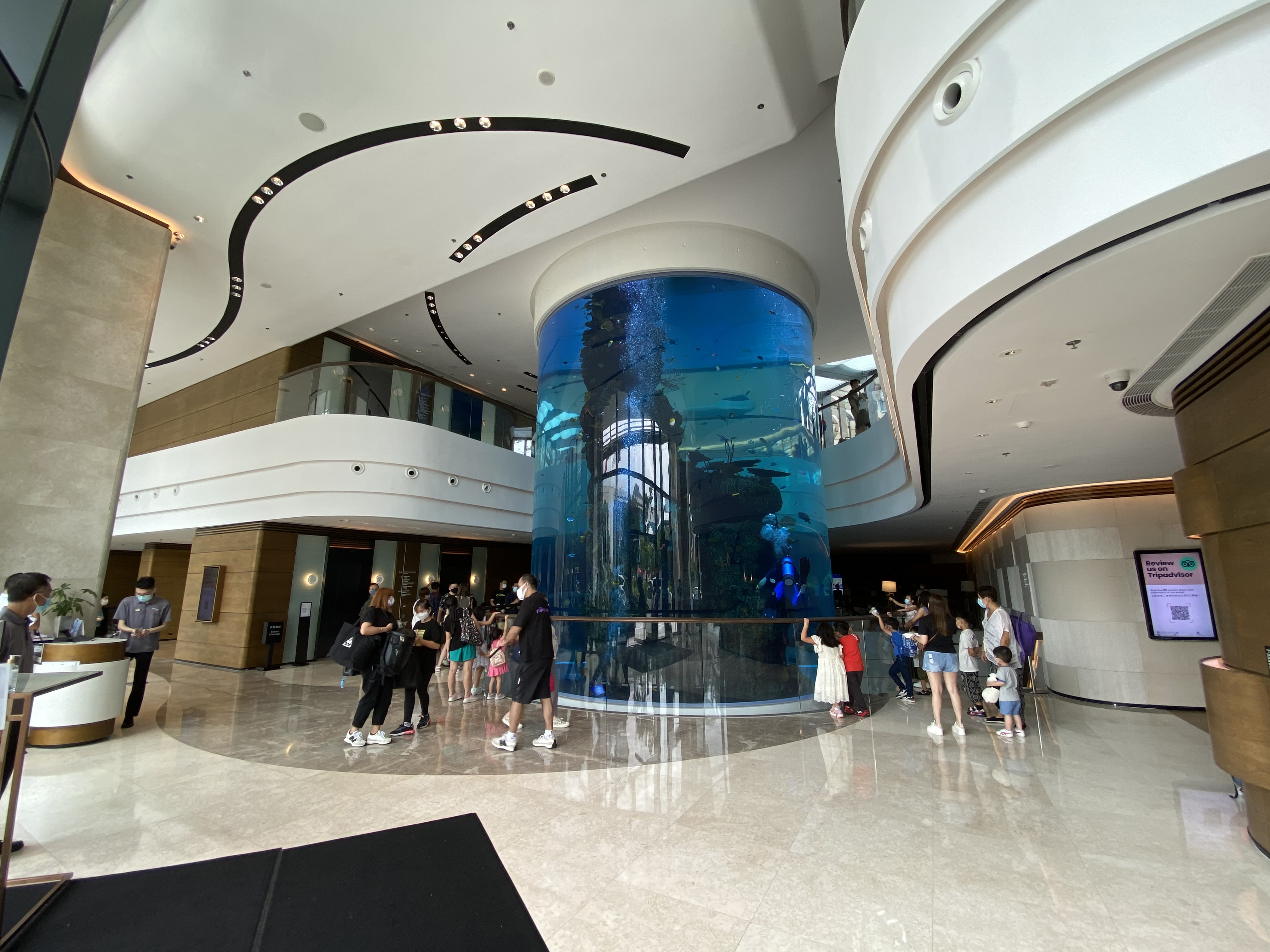
大堂設有16米高圓柱形水族館

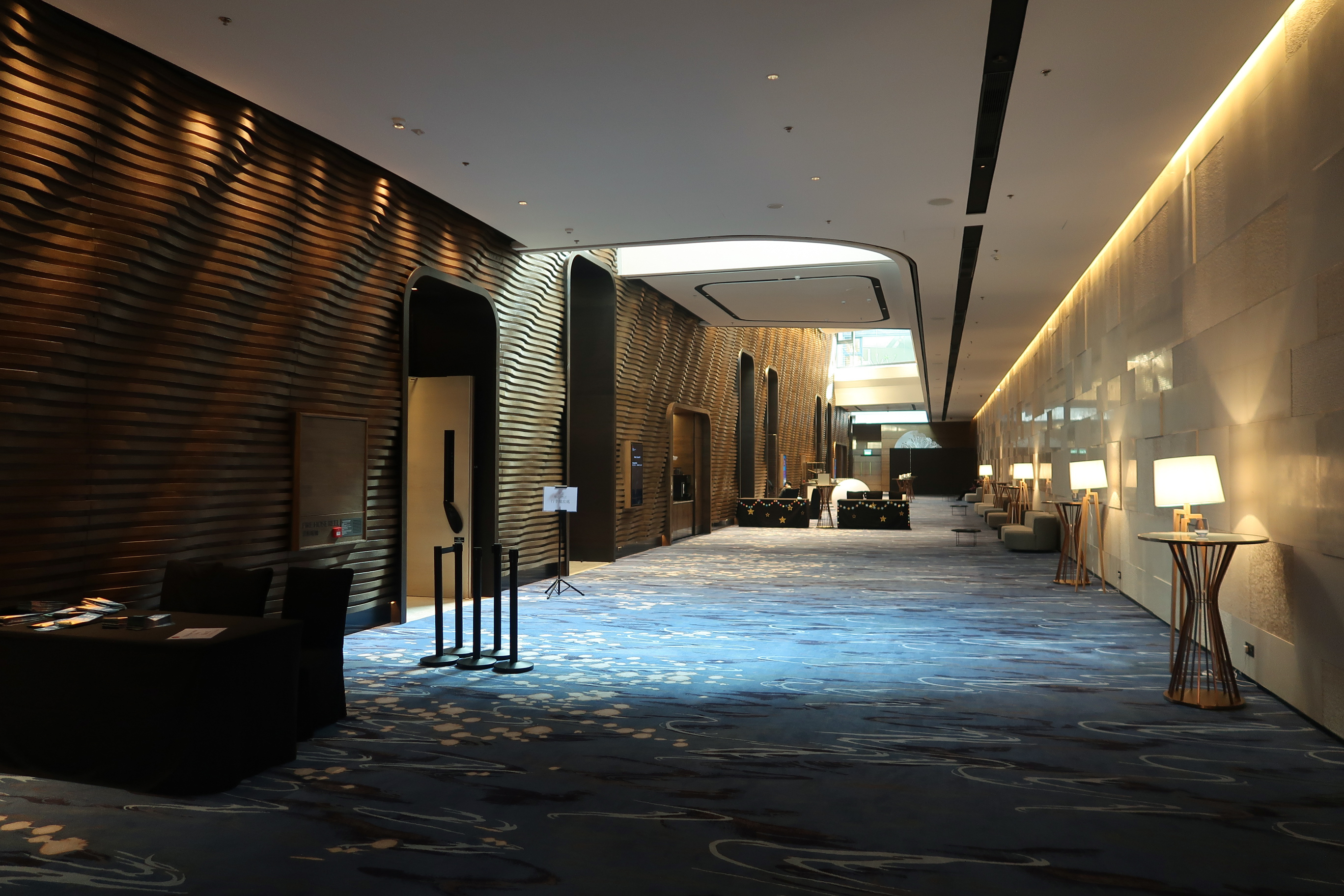
宴會廳大堂

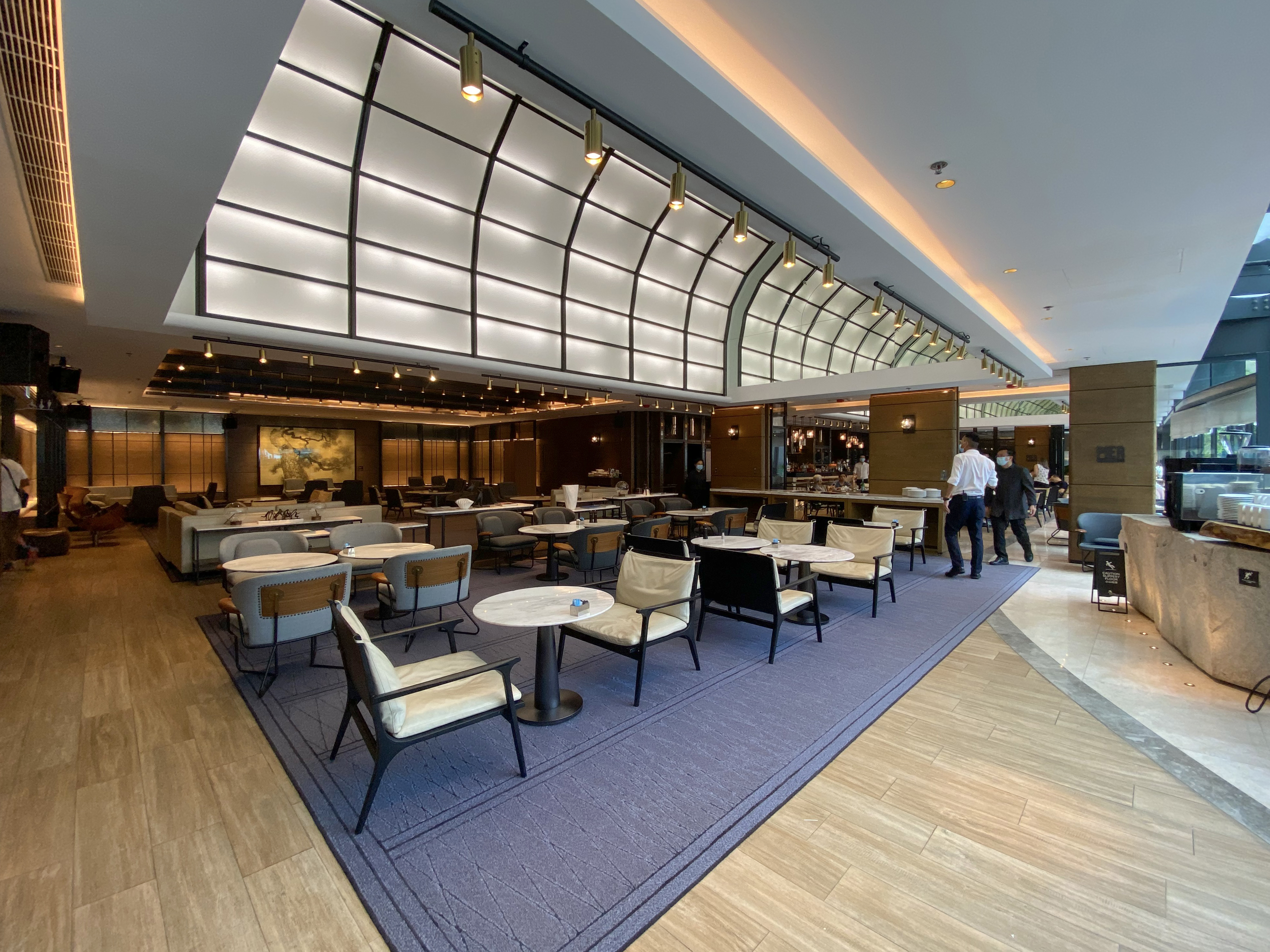
Pier Lounge and Pier Bar

香港海洋公園萬豪酒店（英語：Hong Kong Ocean Park Marriott Hotel）位於香港香港島南區黃竹坑香港海洋公園正門廣場入口附近，是一座五星級酒店，2015年動工興建，並於2018年10月29日竣工啟用。

## 歷史
海洋公園萬豪酒店原稱海洋酒店，為海洋公園的重新發展計劃中興建的酒店，最初計劃於2013年落成。興建酒店計劃不包括在55.5億港元的重新發展計劃費用中，而是以民間興建營運後轉移模式交由發展商興建，營運年期為35年。招標於2009年9月展開，最終因為條款問題於2011年11月流標。
2012年1月，海洋公園主席盛智文表示酒店發展計劃處於最後階段，將會重新招標，為了回應市場環境轉變，海洋公園再次研究招標細節。在《2012年至2013年度香港政府財政預算案》；香港政府表示會在海洋公園發展酒店方面制訂彈性的安排，讓園方研究修訂招標條款，重新招標。第二次招標結果於2012年第3季公布，標書容許發展商選擇興建一間或者同時興建兩間（另外一間是為富麗敦海洋公園酒店），故此不排除由兩個發展商分別中標。兩所酒店計劃於2015年至2016年與第二期擴建工程同步啟用。
2012年11月20日，盛智文表示兩間酒店的招標最快於2013年重新推行，香港海洋公園正在研究比較吸引的分帳和補地價條款，初步傾向海洋酒店和漁人碼頭酒店分開招標。
2013年1月8日，酒店工程招標展開，標書在補地價條款上有彈性安排，不設最低地價要求。招標申請會先評估投標者的技術建議書，當中整體設計佔了評分6成半，財政及酒店管理佔3成半，通過首輪評估進入第二階段的投標者，將會按照其補地價的高低排列，直接選出以出價最高的投標者為首選投標者，通過一連串法定程序及要求後，首選投標者就會成為中標者。是次招標至同年4月8日截止，預計於同年第4季簽訂合同，最快於2014年年初啟動工程，於2016年第3季落成。海洋酒店將會以民間興建營運後轉移模式招標，由中標者興建及營運至2047年，及後再轉移予海洋公園。營運期間，酒店每年總收入的1.75%設定為海洋公園的保證金額回報。
2013年5月8日，海洋公園酒店項目截標，海洋公園公布合共接獲7份標書，將會評估每份標書內容，如果有需要將會要求投標者就建議書澄清相關細節，預料最早於同年年底揭盅。海洋公園主席盛智文表示，很高興發展商對此項目反應熱烈，將會展開嚴密的評估程序，選擇最適合海洋公園和香港人的設計建議。10月10日，海洋公園公布麗新發展夥拍萬豪國際酒店集團在技術設計及補地價（16億港元）上的評分最高，建議書在設計、財政能力和管理經驗亦取得合格以上評分，獲選為海洋酒店的首選投標者。海洋公園表示，將會於短期內按照程序向城市規劃委員會呈交相關文件，當符合所有規劃許可條件及完成契約修訂程序後，將會於2014年首季正式委任中標者和發展商，預計於同年上半年啟動工程，預計於2018年年初竣工，工程總開支預計近25億港元，項目初步被命名為香港海洋公園萬豪酒店。
2018年7月31日，海洋公園行政總裁李繩宗表示原定2018年中開幕的海洋公園萬豪酒店，將延至年底開幕，到同年10月底，公眾可在網站預訂11月13日後的房間。
2019年2月19日，海洋公園萬豪酒店正式開幕，特區行政長官林鄭月娥、麗新集團主席林建岳、海洋公園主席孔令成及藝人黎明等一眾嘉賓均有出席。

## 設施
酒店佔地17,044平方米，總建築面積約34,000平方米，並分為三座大樓（Pier Wing 海岸、Club Wing 海殿 以及Marina Wing 海灣），每座樓高6層共設471間客房，面積由280至355平方呎不等，其他房間包括130間行政客房，12間行政套房和1間1,650平方呎的總統套房。客房以海洋為概念，當中有3款主題客房，包括威威潛艇、包包天地和小紅熊森林。
大堂設有16米高圓柱形水族館，將飼養人工珊瑚礁、蝴蝶魚、棘魚、河豚等非瀕臨絕種野生海洋生物，但到2019年2月才分批放入魚類。其中佔地達1,200平方米的宴會廳最多可延開80席，是全港最大無柱式宴會廳，甚至可辦小型演唱會。
酒店設有4間餐廳，均設室內及室外用餐區，分別為「Pier Lounge & Bar」、「海灣餐廳」、「南海小館」及「Prohibition Grillhouse and Cocktail Bar」，提供中菜、西餐扒房、酒吧及自助餐等。
而酒店中央庭院設有礁湖主題的戶外泳池及露天餐廳。地庫設全港島最大的無柱式酒店宴會廳，佔地1200平方米。

## 財政
中標者需要每年向海洋公園支付其總收入的1.75%。

## 意外
2019年2月23日早上約10時，3名酒店外判員工於後勤區補充泳池清潔劑期間，誤將鹽酸倒入漂白水缸後釋出氣味，其中兩人吸入後感到不適送院。

## 工程圖片
工程進行期間提供約3,500個就業機會，於投入服務後，則會提供500個固定工作機會。

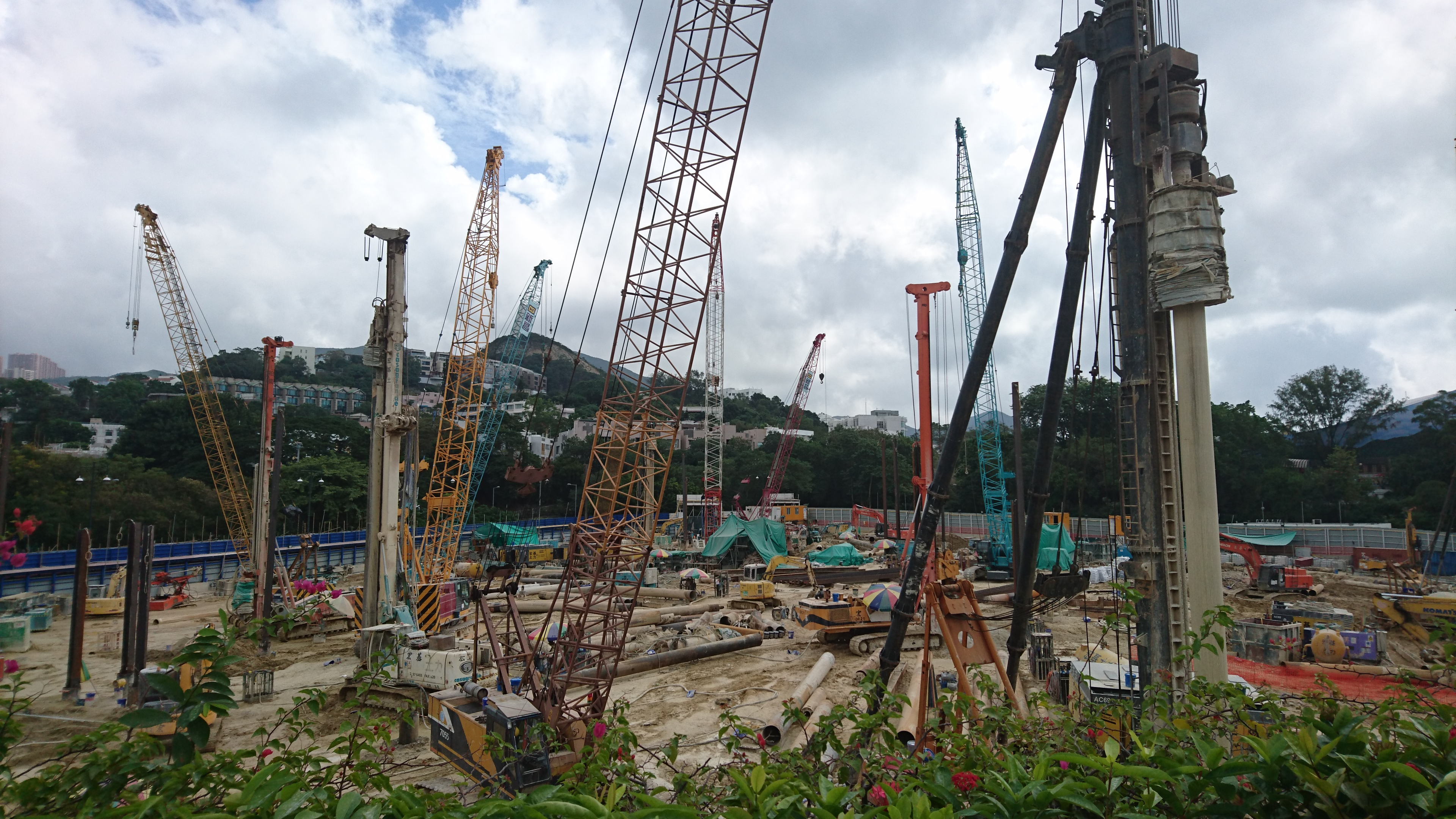
2015年11月
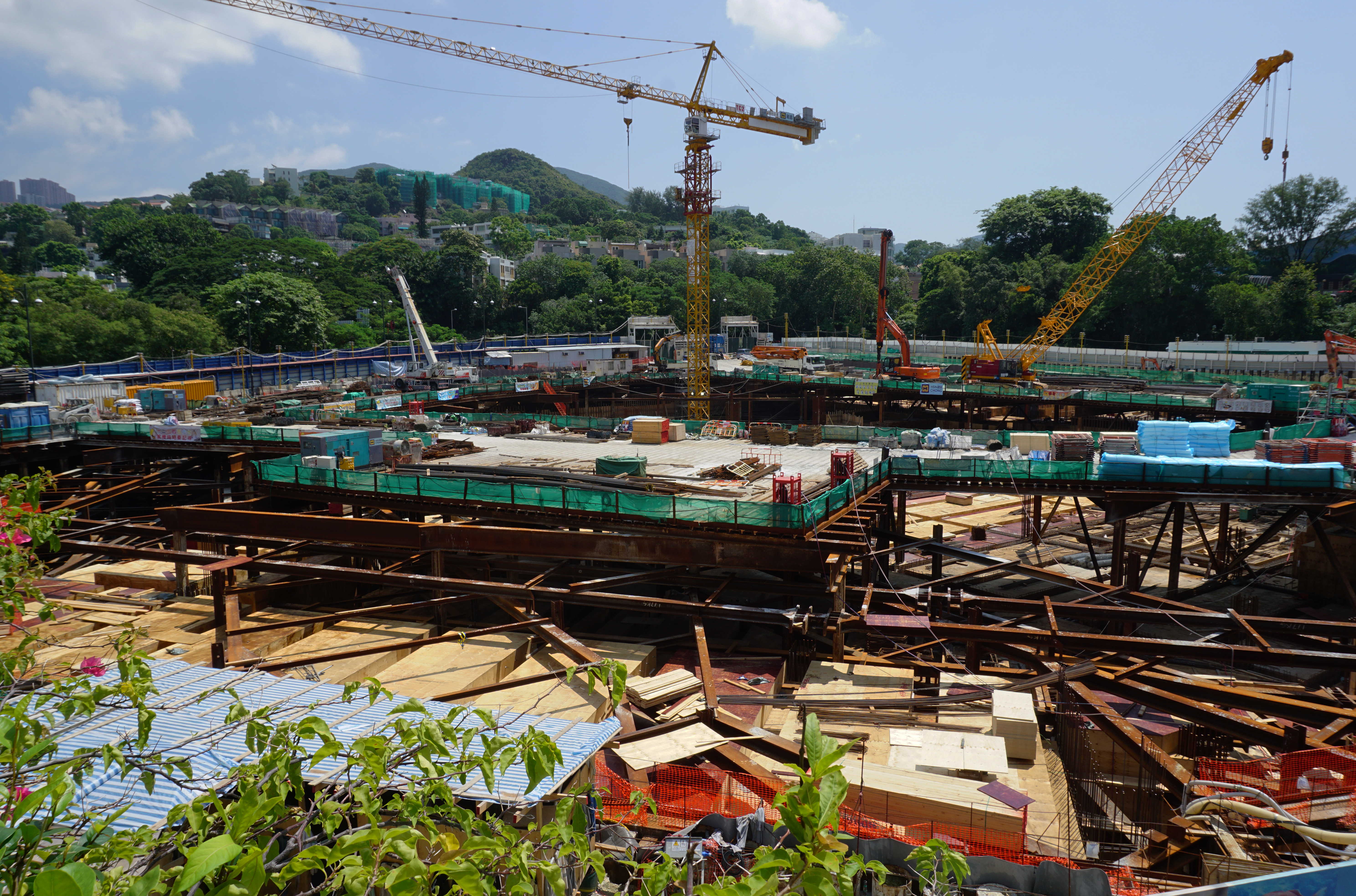
2016年9月
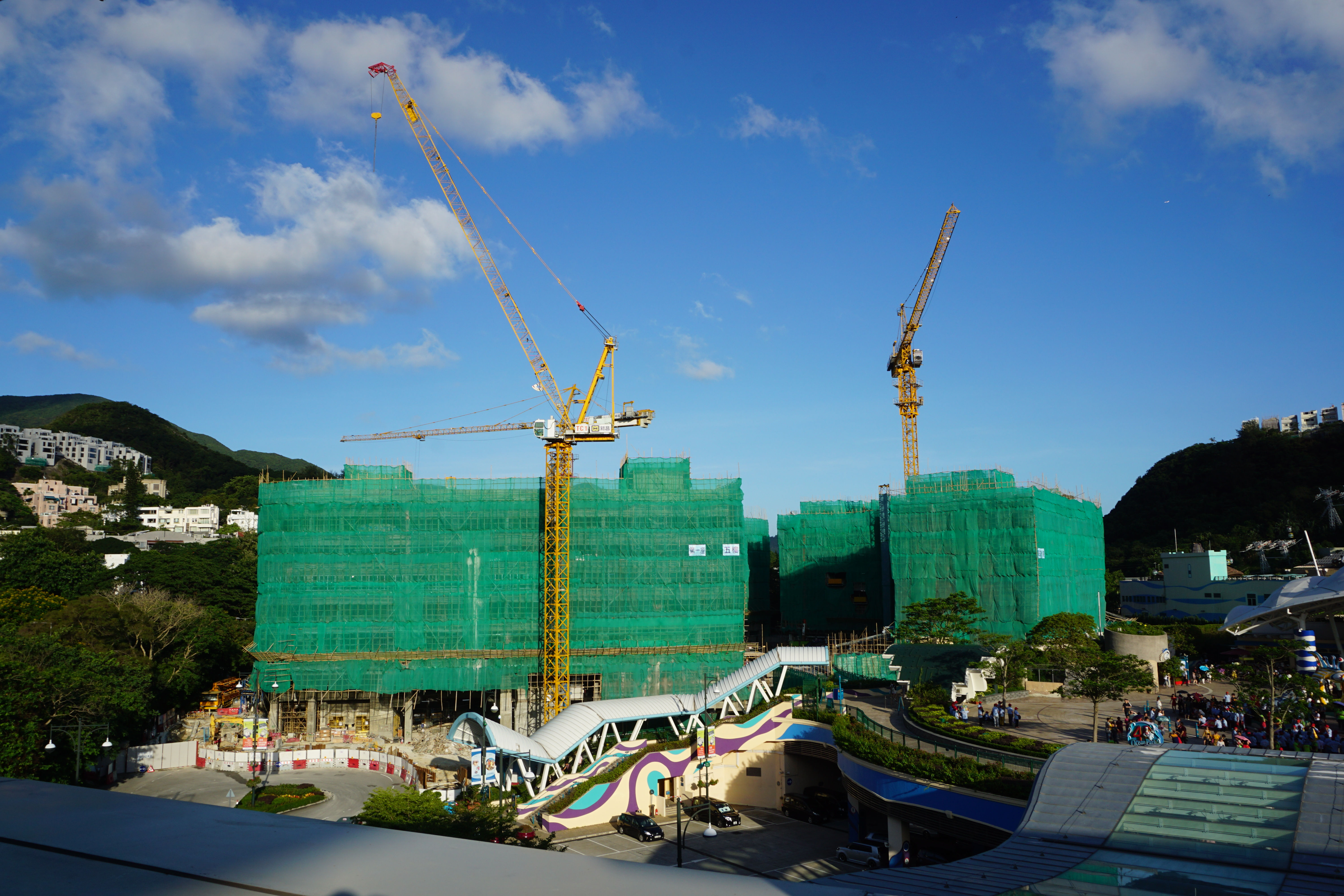
2017年6月
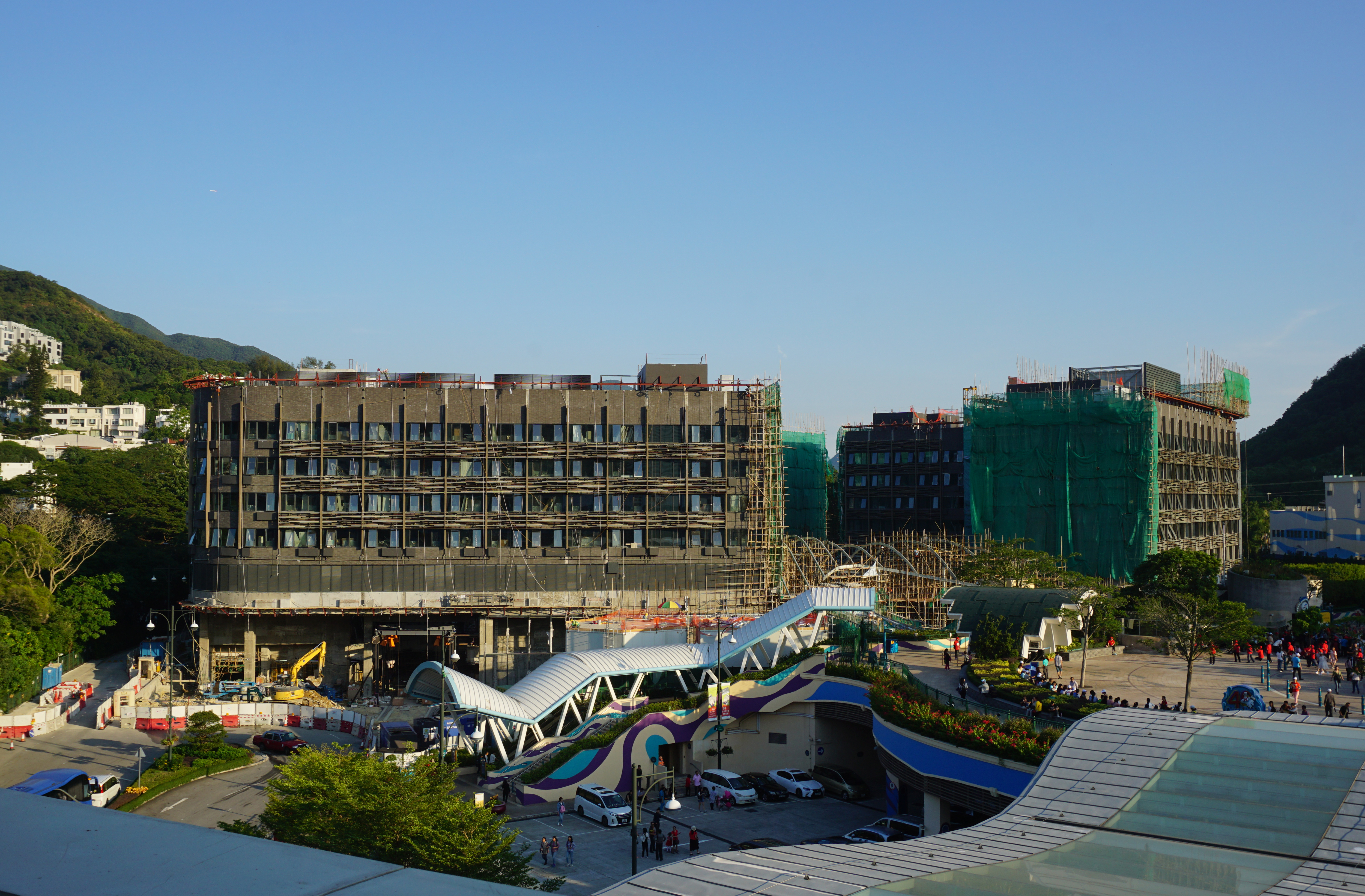
2017年11月
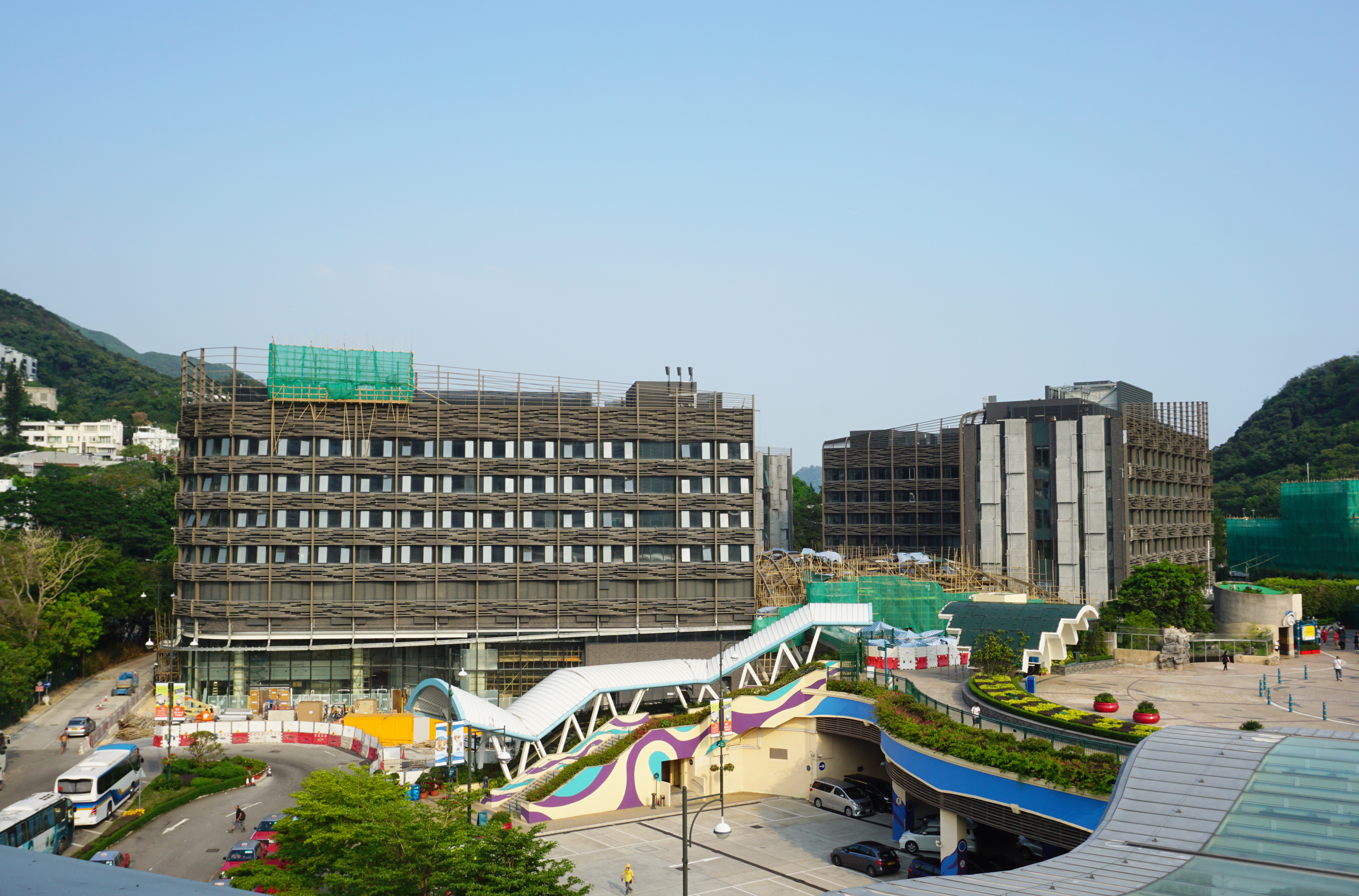
2018年5月

## 相關參見
- 富麗敦海洋公園酒店
- 水療渡假酒店